# راشید ناز
راشید ناز (انگلیسی: Rasheed Naz) بازیگر فیلم و تلویزیون اهل کشور پاکستان بود. وی نخستین بار جلوی دوربین تلویزیون رفت. این بازیگر در فیلم‌های اردو و پشتو زبان بازی کرده‌است.